# Haxhi Aliko
Haxhi Aliko (ur. 27 stycznia 1940 w Gjirokastrze, zm. 18 sierpnia 2022 w Tiranie) – albański polityk i agronom, minister rolnictwa w rządzie Bashkima Fino, działacz Socjal-Demokratycznej Partii Albanii.

## Życiorys
W roku 1945 wraz z rodziną przeniósł się do Tirany. W latach 1958–1962 studiował weterynarię, kończąc studia dyplomem lekarza weterynarii. W latach 1966–1967 pracował w przedsiębiorstwie rolnym w Sukthu. W 1967 rozpoczął pracę wykładowcy na Uniwersytecie Rolniczym w Tiranie, w latach 1988-1992 pełnił funkcję rektora uczelni. Był autorem kilku podręczników z zakresu weterynarii i fizjologii zwierząt.
W 1992 związał się z Socjal-Demokratyczną Partią Albanii, obejmując stanowisko wiceprzewodniczącego partii. W tym samym roku uzyskał mandat deputowanego w wyborach do Zgromadzenia Albanii. Ponownie uzyskał mandat deputowanego w wyborach 1997 roku. W 1997 stanął na czele resortu rolnictwa w gabinecie Bashkima Fino. W latach 1997–1998 zasiadał w komisji przygotowującej projekt nowej konstytucji. Zmarł w Tiranie w roku 2022.

## Publikacje
- 1979: Fiziologjia e kafshëve shtëpiake (Fizjologia zwierząt domowych)
- 1980: Disa veçori të fiziologjisë së kafshëve të porsalindura : material plotësues për lëndën e fiziologjisë së kafshëve bujqësore
- 1983: Fiziologjia e kafshëve bujqësore
- 1984: Udhëzues për kryerjen e praktikave mësimore të fiziologjisë së kafshëve bujqësore
- 1985: Anatomia dhe fiziologjia e kafshëve : zootekni, veterinari : maket